# Vincent Hoppezak
Vincent Hoppezak (* 2. Februar 1999 in Capelle aan den IJssel) ist ein niederländischer Radrennfahrer, der auf Bahn und Straße aktiv ist.

## Sportlicher Werdegang
2016 wurde Vincent Hoppezak niederländischer Junioren-Meister in Omnium und 1000-Meter-Zeitfahren. Im selben Jahr entschied er eine Etappe des Junioren-Rennens La Coupe du Président de la Ville de Grudziądz für sich. 2019 errang er gemeinsam mit Enzo Leijnse, Maikel Zijlaard, Casper van Uden und Philip Heijnen den nationalen Titel in der Mannschaftsverfolgung. Der Trainer Fulco van Gulik brachte ihn mit Heijnen für das Zweier-Mannschaftsfahren zusammen, und bei den U23-Europameisterschaften errangen die beiden Fahrer gemeinsam die Bronzemedaille in dieser Disziplin.
Bis 2025 holte Hoppezak vier weitere Landesmeistertitel in verschiedenen Ausdauer-Disziplinen und gewann mehrere Medaillen bei Welt- und Europameisterschaften. Sein bedeutendster Erfolg bei Weltmeisterschaften war die Bronzemedaille 2021 im Punktefahren; bei den Europameisterschaften 2025 holte er zusammen mit Yanne Dorenbos den Titel im Zweier-Mannschaftsfahren.

## Erfolge

### Bahn
2016
- Niederländischer Junioren-Meister – Omnium, 1000-Meter-Zeitfahren

2019
- Niederländischer Meister – Mannschaftsverfolgung (mit Enzo Leijnse, Maikel Zijlaard, Casper van Uden und Philip Heijnen)

2021
- U23-Europameisterschaft – Zweier-Mannschaftsfahren (mit Philip Heijnen)
- Europameisterschaft – Scratch
- Weltmeisterschaft – Punktefahren

2022
- Niederländischer Meister – Omnium
- Europameisterschaft – Punktefahren

2023
- Niederländischer Meister – Ausscheidungsfahren

2024
- Niederländischer Meister – Punktefahren, Zweier-Mannschaftsfahren (mit Maikel Zijlaard)

2025
- Europameister – Zweier-Mannschaftsfahren (mit Yanne Dorenbos)
- Europameisterschaft – Scratch

### Straße
2019
- eine Etappe La Coupe du Président de la Ville de Grudziądz (Junioren)